# Lijen Ogustin
Lijen Ogustin (engl. Liane Augustin, 18. novembar 1927 — 30. april 1978) bila je nemačka i austrijska pevačica i glumica.
Lijen Ogustin rođena je 1927. u Berlinu u Nemačkoj. Izabrana je da predstavlja Austriju na Pesmi Evrovizije 1958. godine sa pesmom „Die ganze Velt braucht Liebe”. Pesma je završila na petom mestu od 10 pesama i ukupno je dobila 8 poena.
Ogustin je umrla iznenada 30. aprila 1978. godine u Beču.